# Bawlakhe District
Bawlakhe District är ett distrikt i Myanmar.   Det ligger i regionen Kayahstaten, i den centrala delen av landet, 160 km sydost om huvudstaden Naypyidaw.